# Skalka (Oberpfälzer Wald)
Der Skalka ist ein Berg in Tschechien im Oberpfälzer Wald. In der Nähe ist der 1042 Meter hohe Čerchov vom Skala getrennt durch einen Sattel auf 988 m.

## Beschreibung
Der Skalka ist 1005 Meter hoch. Der Gipfel ist mit Steinen und Geröll bedeckt.